# Radiostacja Varberg w Grimeton
Radiostacja Varberg w Grimeton (SAQ) – radiostacja nadającą na falach bardzo długich, zlokalizowana w pobliżu Grimeton w gminie Varberg w Szwecji.

## Opis i historia
Radiostacja została zbudowana w 1923, choć z uwagi na strajki w USA wieże wzniesiono dopiero w 1924. Radiostacja posiada jedyny pracujący do dziś na świecie alternator Alexandersona. Antena zawieszona jest na sześciu 127-metrowych uziemionych masztach stalowych. Do lat 50. XX wieku używana do radiotelegrafii transatlantyckiej, do 1996 zaś, dzięki nowemu nadajnikowi zamontowanemu w 1968 roku, do utrzymywania łączności z okrętami podwodnymi. W 1966 w ośrodku Grimeton zbudowano nowy maszt nadawczy o wysokości 260 metrów, wykorzystywany do nadawania na falach krótkich, ultrakrótkich oraz przekazywania sygnału telewizyjnego.
Obiekt posiada nadajnik zbudowany w technice tranzystorowo-lampowej oraz nadajnik Alexandersona, pracujący na częstotliwości 17,2 kHz (choć skonstruowany został do pracy na częstotliwości około 40 kHz). Oba nadajniki korzystają z tego samego systemu antenowego, chociaż nie pracują jednocześnie. Stary nadajnik jest używany jedynie przy specjalnych okazjach, takich jak dzień Alexandersona i Wigilia Bożego Narodzenia, kiedy to stacja nadaje kilkuminutową transmisję alfabetem Morse'a w tym swój znak SAQ  (...  .-  --.- )  posłuchajⓘ. Odbiór oficjalnych transmisji potwierdzany jest kartami QSL.
2 czerwca 2004 roku obiekt został wpisany na listę światowego dziedzictwa UNESCO.
Radiostacja posiadała bliźniaczy, lecz większy ośrodek w Polsce, znany jako Transatlantycka Centrala Radiotelegraficzna pod Warszawą, wysadzony w powietrze 16 stycznia 1945 roku przez Niemców wycofujących się z Warszawy.

## Galeria

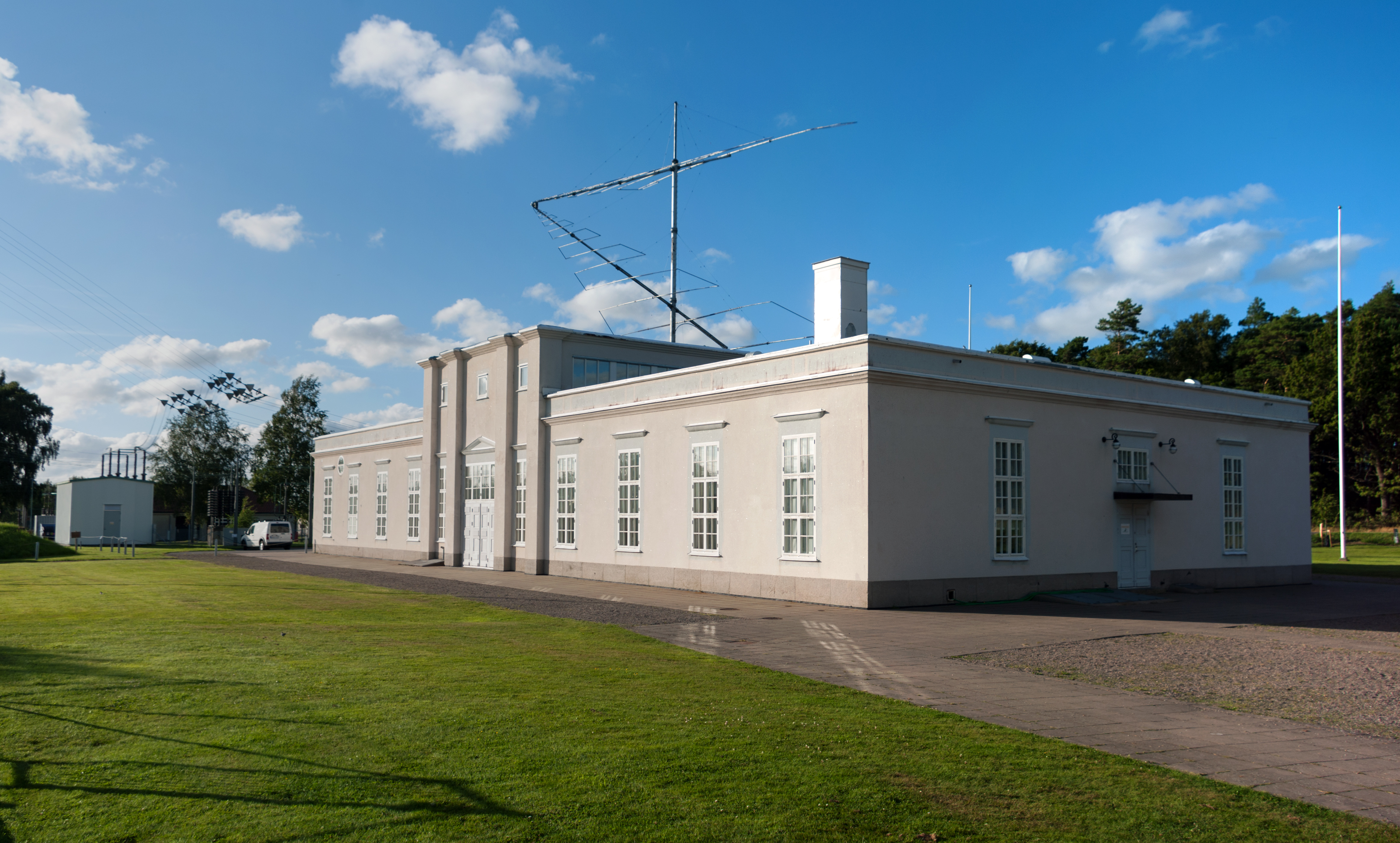
Główny budynek radiostacji
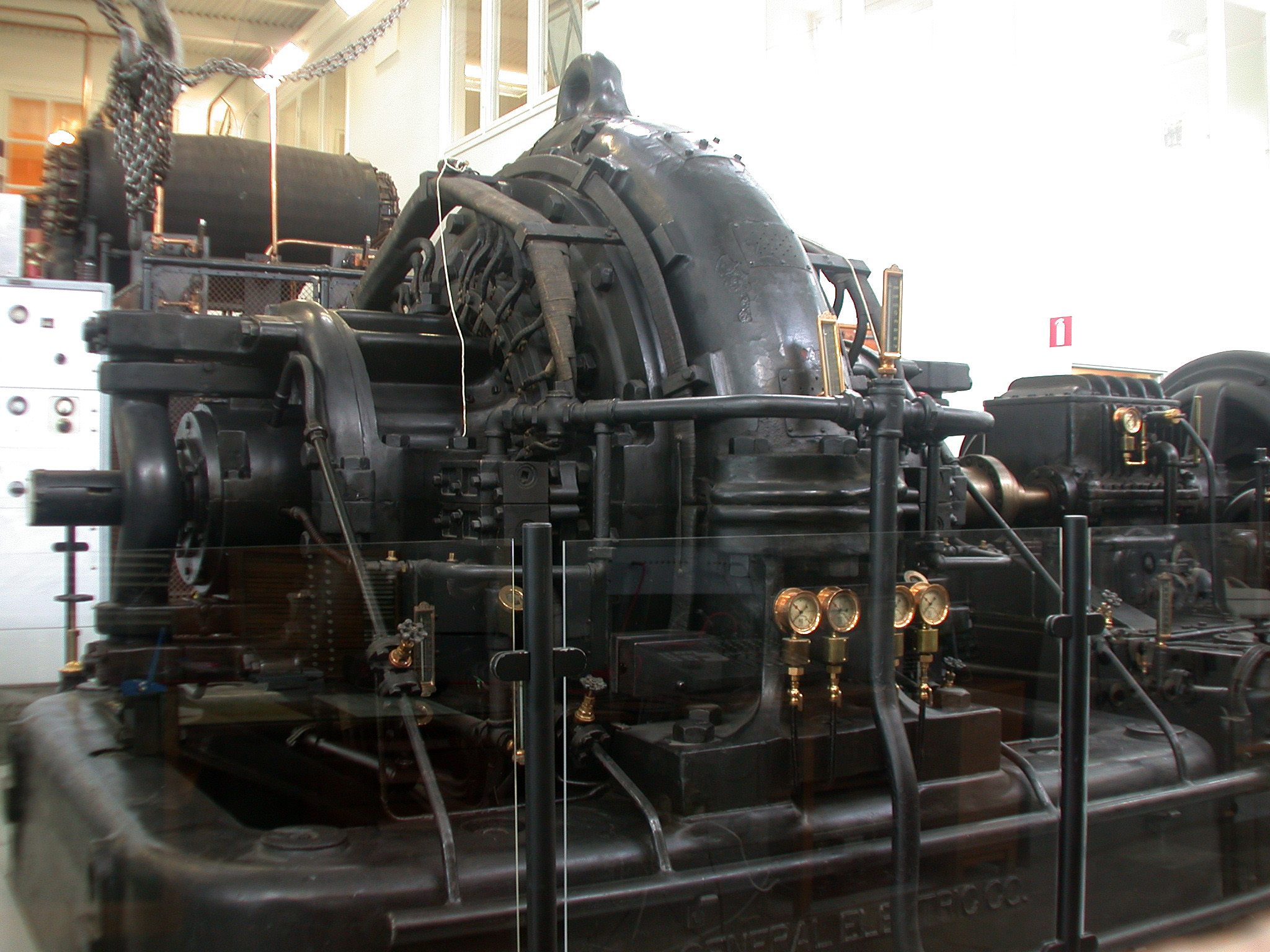
Alternator w Grimeton
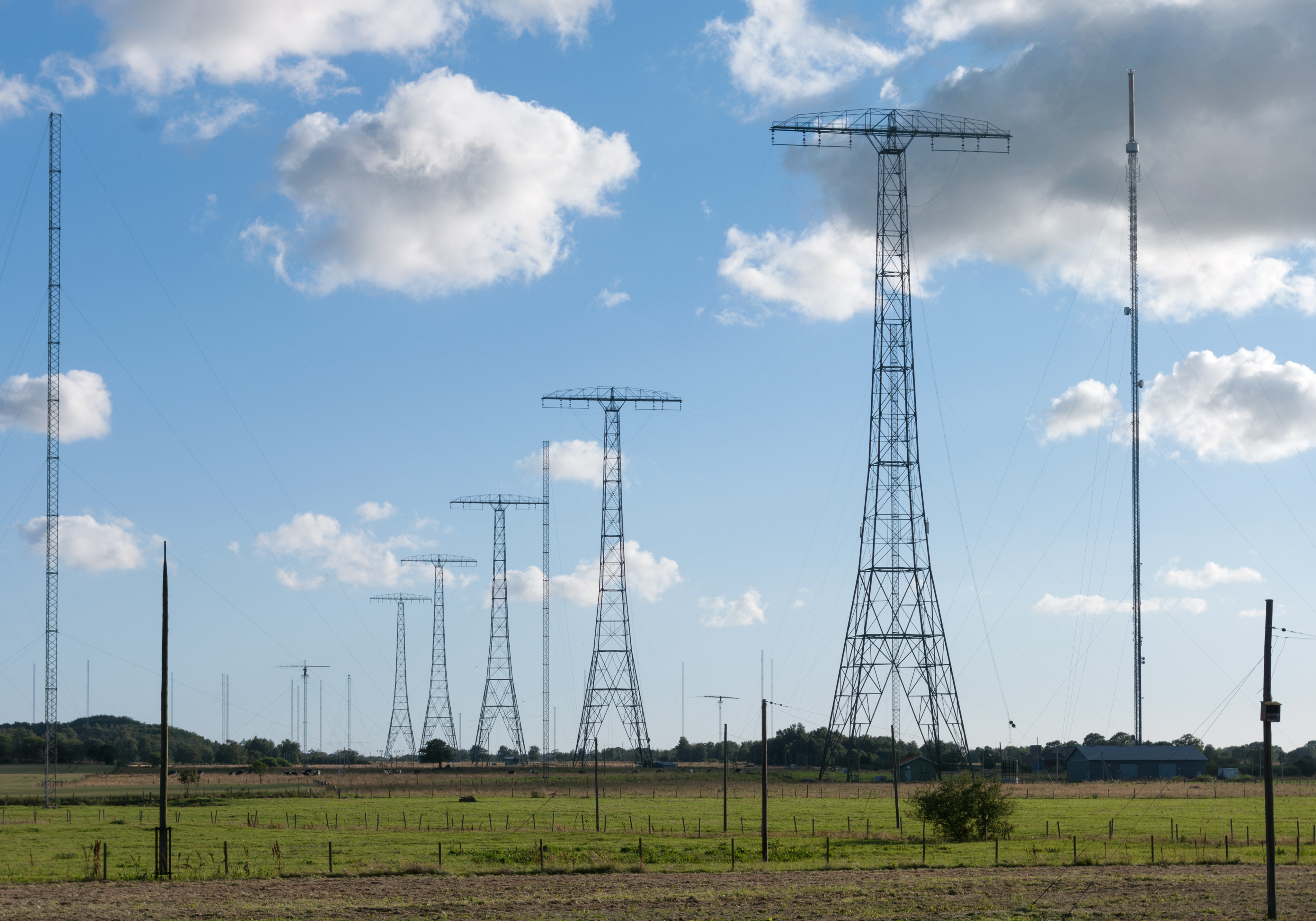
Rząd masztów
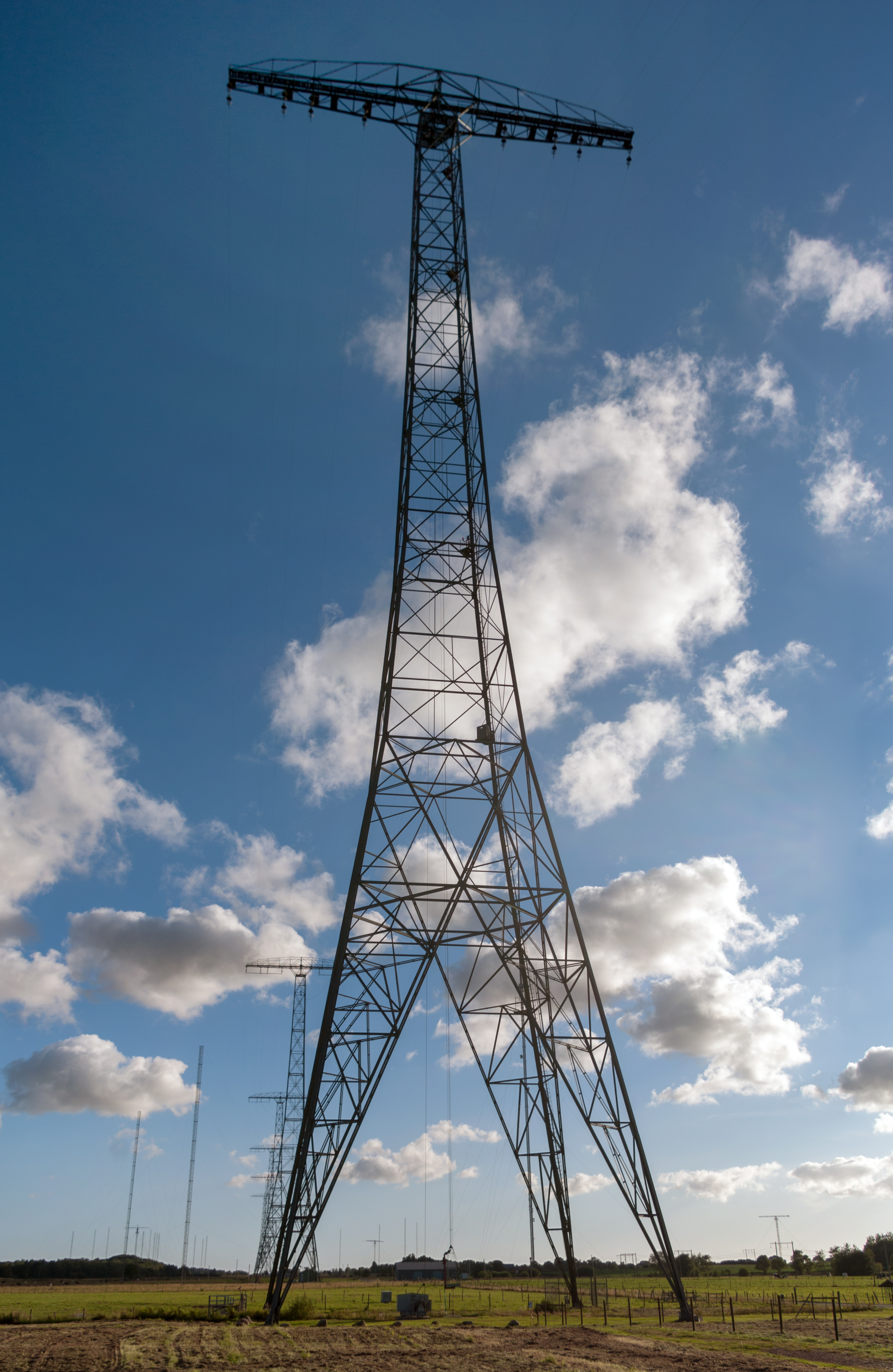
Jeden z masztów
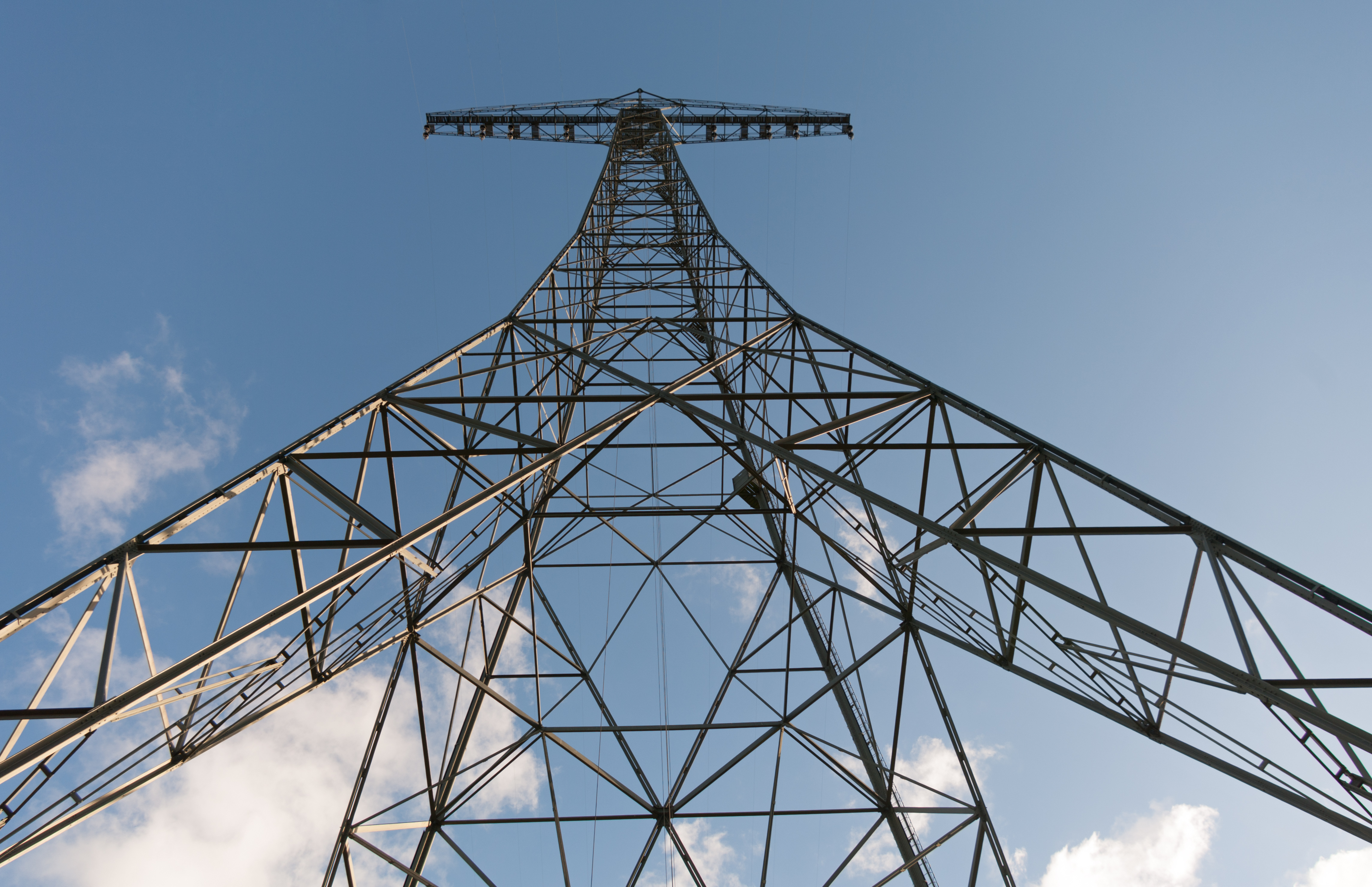
Widok masztu od dołu